# ×Anacamptorchis morioides
Anacamptorchis morioides là một loài thực vật có hoa trong họ Lan. Loài này được (Brand) Stace mô tả khoa học đầu tiên năm 2009.